# 프레데리크 안데르센
프레데리크 안데르센(덴마크어: Frederik Andersen, 1989년 10월 2일~)은 덴마크의 아이스하키 선수로 포지션은 골텐더이다. 현재 내셔널 하키 리그(NHL)의 캐롤라이나 허리케인스 소속으로 뛰고 있다. 캐롤라니아 소속 이전에는 애너하임 덕스와 토론토 메이플리프스에서 뛰었다.
2016년에 존 깁슨과 함께 NHL 최소 실점 골텐더에게 주는 윌리엄 M. 제닝스 트로피를 받았다.

## 개인사
가족 대부분이 아이스하키 선수로 활동했다. 아버지 에른스트는 덴마크 아이스하키 국가대표 선수였으며, 남동생인 세바스티안과 발데마르도 덴마크 청소년 국가대표로 활동했다. 여동생인 아말리도 덴마크 여자 국가대표팀에서 뛰고 있다.

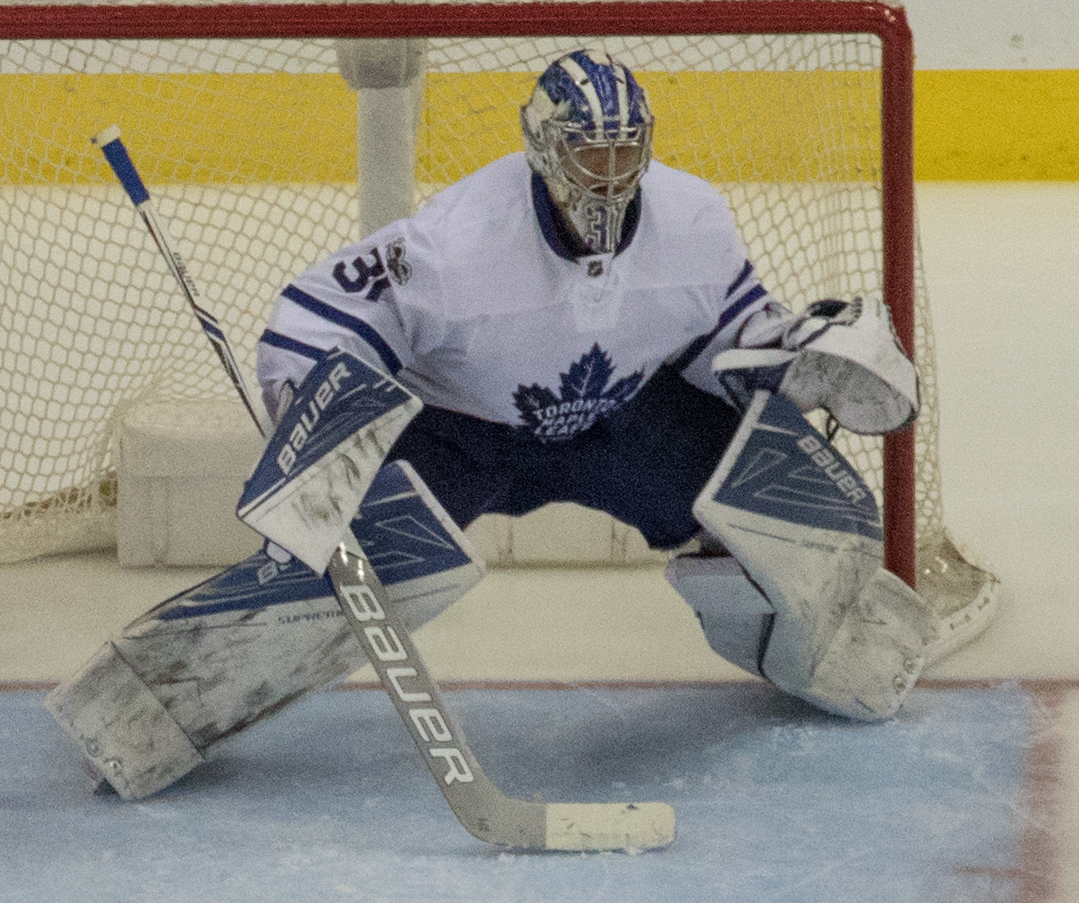
토론토 메이플리프스 소속 시절의 안데르센
(2017년 4월 21일)